# Ivan Maraš
Ivan Maraš (Titograd, 20 april 1986) is een Montenegrijns basketballer.

## Carrière
Maraš maakte zijn profdebuut voor KK Budućnost Podgorica waar hij speelde van 2003 tot 2010. In 2009 zat hij een tijdje zonder club maar keerde terug naar Podgorica onder een contract voor zes maanden. In 2010 maakte hij de overstap naar de Servische eersteklasser KK Metalac Valjevo waar hij de rest van het seizoen 2009/10 uitspeelde. Hij speelde de twee seizoenen er na voor het Servische KK Hemofarm maar speelde het seizoen 2011/12 uit in de Belgische competitie bij Dexia Mons-Hainaut. In 2012 tekende hij bij ETHA Engomis in Cyprus maar speelde het seizoen uit bij het Griekse Ilysiakos BC.
Van 2013 tot 2014 speelde Maraš voor Manama Club uit Bahrein. De volgende twee seizoenen speelde hij voor BK Tsmoki-Minsk uit Wit-Rusland waarmee hij twee bekers en landstitels won. In het seizoen 2016/17 speelde hij voor Palayesh Naft Abadan in Iran, Doxa Lefkadas BC in Griekenland en eindigde het seizoen bij Cholet Basket in Frankrijk. Het seizoen erop startte hij ook bij Cholet Basket maar speelde het seizoen uit bij Aris BC. Het seizoen 2018/19 speelde hij volledig bij het Poolse Stal Ostrów Wielkopolski waarmee hij de beker won.
Vanaf het seizoen 2019/20 speelt Maraš in de Belgische competitie bij Okapi Aalst. In 2020 tekende hij bij voor twee seizoenen en in 2021 voor nog eens twee seizoenen. In 2023 won hij de Ster van de coaches en verlengde nogmaals zijn contract. Hij tekende na het seizoen 2023/24 een contractverlenging van twee jaar.
Maraš speelde tussen 2008 en 2012 voor de Montenegrijnse nationale ploeg.

## Erelijst
- Montegrijns landskampioen: 2007, 2008, 2009
- Montegrijns bekerwinnaar: 2007, 2008, 2009
- Cypriotisch bekerwinnaar: 2013
- Cypriotisch beker MVP: 2013
- Bahreins landskampioen: 2014
- Beste buitenlander (Bahrein): 2014
- Wit-Russisch landskampioen: 2015, 2016
- Wit-Russisch bekerwinnaar: 2015, 2016
- Pools bekerwinnaar: 2019
- Ster van de coaches: 2023